# Tivoli Neu
Tivoli Neu este un stadion de fotbal din Innsbruck, Austria. Este unul din cele opt stadioane pe care s-au jucat meciuri de la Campionatul European de Fotbal 2008.

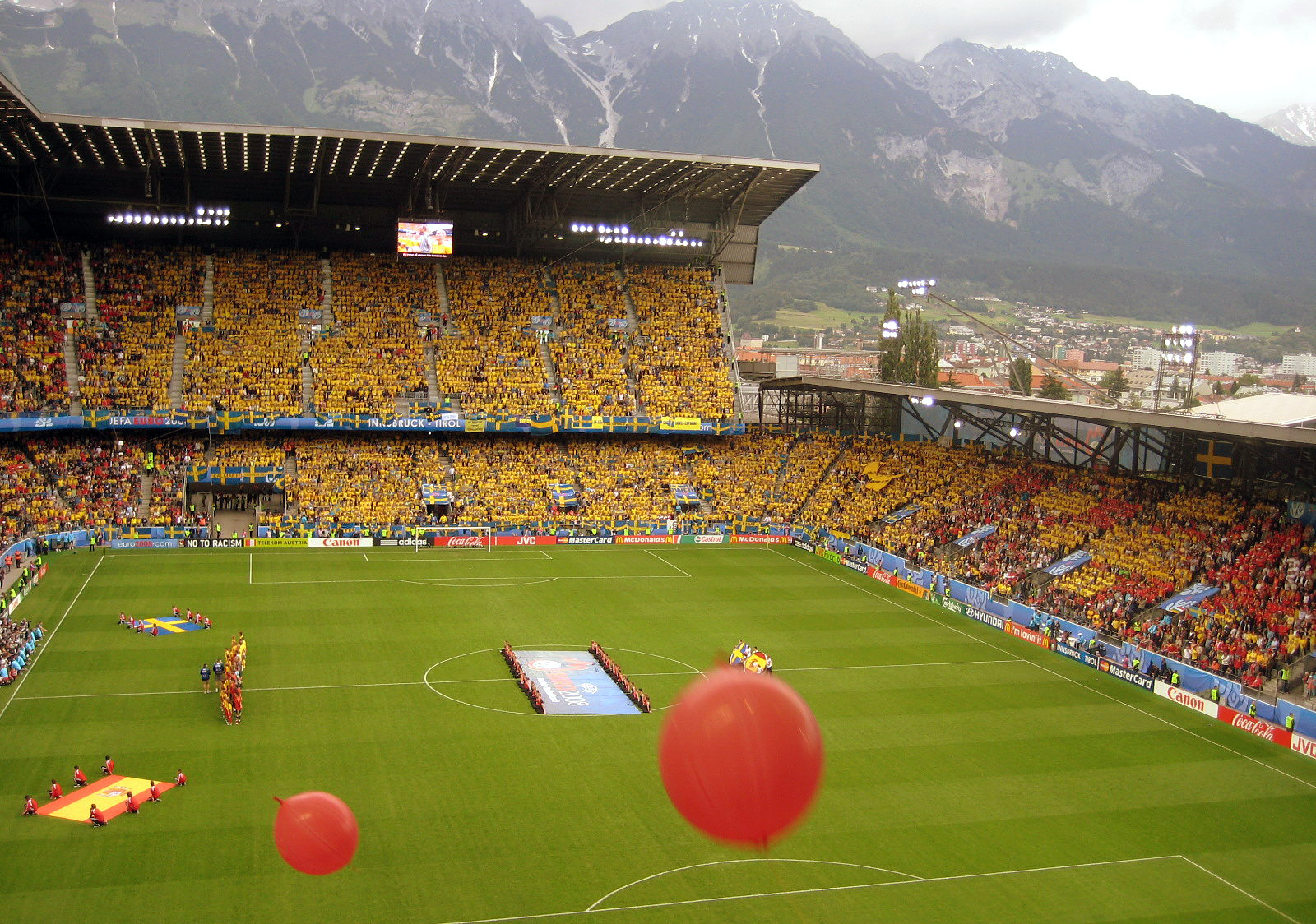
Spain vs Suedia, Euro 2008

## Meciuri la Euro 2008
| Data         |        | Rezultat |        | Runda   |
| ------------ | ------ | -------- | ------ | ------- |
| 10 June 2008 | Spania | 4–1      | Rusia  | Grupa D |
| 14 June 2008 | Suedia | 1–2      | Spania | Grupa D |
| 18 June 2008 | Rusia  | 2–0      | Suedia | Grupa D |